# Panasonic Lumix DC-S5II
Die Panasonic Lumix DC-S5II (DC-S5M2) ist eine spiegellose, digitale Systemkamera (DSLM) mit Vollformat-Bildsensor und L-Bajonett von Panasonic. Sie ist das Nachfolgemodell der Lumix DC-S5 und erschien im Januar 2023.
Sie ist die erste Panasonic-Digitalkamera mit Hybrid-Autofokus (kombinierter Kontrast- und Phasenvergleich-Autofokus). Die Serienbildgeschwindigkeit beträgt bis zu 9 Bilder/s (bei voller Auflösung und mechanischem Verschluss) bzw. 7 Bilder/s mit kontinuierlichem Autofokus. Videos können mit bis zu 6K (5952 × 3968) bei 29,97 Bildern/s oder in Cinema 4K (4096 × 2160) bei bis zu 59,94 Bildern/s aufgenommen werden. Ein eingebauter Lüfter verhindert die Überhitzung im Videomodus und erlaubt damit nach Herstellerangaben Videoaufnahmen ohne zeitliche Begrenzung. Über eine Relais-Funktion können die eingesetzten SD-Karten bei Bedarf auch ohne Unterbrechung des Betriebs getauscht werden.
Weitere Merkmale sind ein Bildstabilisator, der durch mechanisches Bewegen des Sensors arbeitet (Verschieben in zwei Richtungen und Drehen) und sich auch mit dem Stabilisator im Objektiv, falls vorhanden, kombinieren lässt (Dual I.S.), sowie ein HiRes-Modus, in dem die Kamera automatisch acht Bilder nacheinander mit jeweils um einen Pixelbruchteil verschobenem Sensor macht und diese zu einer einzigen Bilddatei mit 96 MP Auflösung zusammenrechnet.

## Lumix DC-S5IIX
Dieses Modell unterscheidet sich von der DC-S5II vor allem durch verbesserte Profi-Videofunktionen. Dazu zählt die Ausgabe von RAW-Videodaten, die Aufnahme von ProRes-Video, All-Intra-Video sowie die Speicherung auf externe USB-SSDs. Abmessungen, Gewicht und sonstige Spezifikationen entsprechen dabei der DC-S5II.